# Krimska vojna
Krimska vojna je bila vojna, ki je sredi 19. stoletja potekala med Ruskim imperijem in Združenim kraljestvom, Francijo, Osmanskim cesarstvom in Kraljevino Sardinijo.

## Uvod
Carska Rusija se je od propada bizantinskega cesarstva razglašala za njegovo naslednico in s tem varuhinjo vzhodne (pravoslavne) cerkve. Po Bizancu je prevzela cesarskega dvoglavega orla, po bizantinskih so ruski carji prevzeli tudi cesarski naslov. Poleg političnih pa so za vsem tem stali še gospodarski interesi. Ruski vladarji so želeli prevzeti nadzor nad Bosporjem in Dardanelami in tako nadzirati Sredozemlje. Osmansko cesarstvo, ki je stoletja obvladovalo to območje, je začelo počasi pešati, zaradi česar se ga je v devetnajstem stoletju prijelo ime »bolnik na Bosporju«, vsaka posebej pa je želela od njega iztrgati nadzor nad tema dvema pomembnima morskima ožinama. Interesi toliko evropskih velesil so morali pripeljati do vojne.
Evropske velesile so pri poskusih, da bi odstranile otomanski imperij med seboj sodelovale. Že sredi dvajsetih let devetnajstega stoletja so združeno podprle grške poskuse osamosvojitve. Takrat so Združeno kraljestvo, Francija in Rusija v skupni akciji celo sežgale turško floto in preprečile pomorski transport sultanove vojske, s katerim je poskušal zatreti grški upor. Grki so se takrat tudi osamosvojili, velesile pa so se potegnile v ozadje. Po grškem vzoru pa se je na Balkanu kmalu začelo širiti separatistično gibanje, majhne balkanske državice pa so začele vse glasneje terjati sprva skromno avtonomijo, kasneje pa tudi samostojnost, pri čemer je Carska Rusija prva med velikimi evropskimi silami potegnila konkretne poteze, predvsem zato, ker je bila edina med njimi pravoslavna, enake vere pa so bile uporne balkanske državice ali pokrajine. Carska Rusija se je tako proglasila za edino zaščitnico kristjanov v turškem imperiju. Zahtevala je, da jo turška vlada, se pravi porta, in seveda turški sultan priznata kot tako. Rusijo naj bi priznala tudi za zavetnico krščanskih svetih mest v Sveti deželi in vseh krščanskih pokrajin v turškem imperiju. Med te je, seveda, štela tudi tiste v Carigradu, prestolnici turškega cesarstva.

### Grožnja z vojno
Rusija je takoj po tem tudi objavila, da bo ob morebitnem nasprotovanju turške vlade z vojaško akcijo podprla svoje zahteve. V obeh državah so stekle obsežne diplomatske akcije in iskanje zaveznikov za svoje cilje. Turki so v Veliki Britaniji in Franciji našli odločne zaveznike, saj ti dve državi nista hoteli tvegati, da bi Rusija z vojaško akcijo prišla do strateško pomembnih ožin.
Ruska vlada, ki je dobro vedela, da ji bosta Francija in Velika Britanija nasprotovali, se je obrnila na Avstrijo in Prusijo, s katerima je še pred kratkim tvorila Sveto alianso, politično-vojaško tvorbo, ki naj bi Evropo varovala pred revolucionarnimi gibanji. Rusija je računala tudi na to, da bo Avstrija, ki je prav s pomočjo ruskih sil leta 1848 uspela zatreti lastno revolucionarno gibanje, pomagala svoji stari zaveznici.
Francija in Velika Britanija sta se odzvali na prošnjo turških diplomatov. Poleg ožin je obe državi mikalo tudi ozemlje na Bližnjem Vzhodu. Za razliko od Francije in Velike Britanije pa Avstrija in Prusija nista želeli vstopa v vojno, saj sta se zavedali, da lahko z vojno več izgubita kot pridobita.

## Vojna
21. maja 1853 je Rusija enostransko prekinila vse diplomatske odnose s Turčijo. V začetku julija istega leta pa s svojo vojsko brez uradne vojne napovedi krenila na bojni pohod. Okoli osemdeset tisoč ruskih vojakov je prekoračilo turške meje in vkorakalo v Moldavijo in Vlaško ter ju, ob minimalnem odporu turških sil, okupiralo. Takoj ob zasedbi se je Rusija v skladu s svojim predhodnim pozivom razglasila za varuhinjo obeh pokrajin in vseh kristjanov v turškem imperiju.
Turčija je šele po vdoru ruskih sil na svoje ozemlje začela z množično mobilizacijo. Kmalu je Turčija zbrala okoli sto trideset tisoč vojakov in svoje vojaške enote razporedila po ozemlju današnje Romunije.
Kljub temu pa državi formalno sploh še nista bili v vojni in šele po treh mesecih, odkar je bilo zasedeno njeno ozemlje, in skoraj pol leta po prekinitvi diplomatskih odnosov je na začetku oktobra Turčija napovedala vojno Rusiji. Ob vojni napovedi je hkrati tudi poslala v napad svojo armado. Prišlo je do dveh kratkih bitk, v obeh so bile turške čete odbite, kar je zaustavilo kopensko vojskovanje. Turške enote so po teh dveh porazih namreč izgubile voljo do bojevanja, številčno šibkejše ruske sile pa so se vkopale in čakale.

### Turški pomorski poraz
Po zaustavitvi ofenzivnih akcij na kopnem je Turčija sprožila pomorsko vojno, čeprav je imela slabšo in številčno šibkejšo pomorsko floto. Rusija je bila tako na papirju zelo nevaren nasprotnik, v svojih vrstah pa so Rusi imeli tudi veliko boljše poveljnike in veliko bolj izkušene posadke na ladjah. Imeli so tudi boljšo taktiko, njihove ladje pa so bile oborožene z več modernimi topovi in boljšim strelivom. Poveljnik turške flote, Osman Paša, je svoje ladjevje (sedem fregat, tri korvete na jadra in dve korveti na parni pogon) razpostavil pred pristaniščem Sinope, da bi ga varovale obalne topniške baterije.
Tridesetega novembra 1853 se jim je približala ruska flota, v kateri je bilo šest linijskih ladij na jadra, tri so imele po sto dvajset topov, tri pa po štiriinosemdeset, dve fregati na jadra s po petdeset topovi ter tri parnike s po štirimi topovi.
V spopadu, ki je sledil se je celotno turško ladjevje kmalu znašlo v plamenih. Ruski poveljniki so odlično izrabili svoje tri parnike, da so v brezvetrju premikali težke linijske ladje na primeren položaj in kar najbolje izkoristili premoč v topništvu. Turškemu ladjevju pomoč obalnih topniških baterij ni niti najmanj koristila. V boju so bile tako potopljene vse turške ladje, razen ene korvete na parni pogon, ki se ji je uspelo umakniti do Carigrada. Rusko ladjevje je dobilo le nekaj nepomembnih zadetkov in ni imelo omembe vredne škode.
Na tej točki je Rusija zamudila ključno možnost, da z uničenjem turških sil konča vojno, še preden bi se vanjo vpletli Velika Britanija in Francija. Z uničenjem turškega ladjevja pred Sinope je namreč Črno morje ostalo povsem odprto za ruske ladje. Vrata proti Dardanelam in Bosporju so bila na stežaj odprta, Turčija pa je vso svojo razpoložljivo rezervo premestila na prostor pred Carigradom, da bi branila prestolnico pred morebitnim sovražnim vdorom. Toda Rusi so oklevali z napadom in tako zamudili ugodno priložnost, da bi si zagotovili pomembno prednost pred nasprotniki.

### Nadaljevanje spopadov
Kljub svojemu dolgu do Rusije pa Avstrija ni odobravala Ruske vojaške akcije, saj se je zavedala, da lahko zaradi ruske prisotnosti na nemirnem Balkanu tudi sama izgubi veliko ozemlja. Ni sicer napovedala vojne Rusiji, je pa razglasila »stanje oborožene nevtralnosti«, kar je le malo manj kot vojna napoved. Avstrijske čete so se začele premikati proti Podonavju in si prav kmalu zrle iz oči v oči z ruskimi okupacijskimi enotami. Ta napeta situacija je bila seveda precej manj ugodna za Rusijo, saj ji je tako grozila nevarnost odprtja še ene fronte. Kmalu se je za enak ukrep oborožene nevtralnosti odločila tudi Prusija, kar je še resneje ogrozilo ruske načrte.
Velika Britanija in Francija sta februarja 1854 zahtevali, da se ruska vojska brezpogojno umakne iz podonavskih pokrajin, in ker Rusija ni pristala na to, sta ji marca napovedali vojno. To je Rusijo prisililo, da je svoje enote premaknila proti turški glavni obrambni črti pred Bukarešto, kjer so se do junija zapletale v manjše spopade s turško vojsko.
Junija se je v bližini Carigrada izkrcalo okoli petintrideset tisoč francoskih in okoli šestindvajset tisoč britanskih vojakov. Ta koncentracija zavezniških sil je opogumila turške čete, da so začele počasi prodirati proti ruskim, na drugi strani pa so ruske čete, ki so se bale, da bi se znašle v pasti, začele počasi zapuščati podonavske pokrajine in se umaknile na svojo stran meje. Končno sta se strani dogovorili, da bi bilo še najbolje, če začasno v Moldavijo in Vlaško vkorakajo avstrijske vojaške enote in tam ustvarijo nekakšno tamponsko cono do konca vojne, s čimer so se spopadi na tem delu Evrope prenehali.

## Izkrcanje na krimskem polotoku
Septembra 1854 so se britansko-francosko-turške enote izkrcale na krimskem polotoku. Izkrcanje je potekalo mirno, ne da bi ga motile ruske čete ali vojna mornarica. Izkrcalo se je okoli sedemindvajset tisoč britanskih vojakov, okoli triindvajset tisoč francoskih ter še sedem tisoč turških. 
Izkrcane čete so se usmerile proti Sevastopolu, trdnjavi na polotoku in glavnem oporišču ruske Črnomorske flote. 
Prvi pravi spopad se je razvil na reki Almi, na poti proti Sevastopolu. Izkrcana zavezniška vojska, ki je imela okoli sto trideset topov, se je srečala s približno sedemintrideset tisoč ruskimi vojaki s sto dvajsetimi topovi. Ruski poveljnik princ Aleksander Sergejevič Menšikov pa je v pripravah na bitko napravil več napak. Med bitko je bilo namreč okoli deset tisoč ruskih vojakov postavljenih tako, da sploh niso mogli poseči v boje, kar je celotno vojsko prisililo k umiku v smeri Sevastopola. Izgubila je okoli pet tisoč sedemsto vojakov, zavezniška okoli tri tisoč tristo.

### Bitka za Sevastopol
Rusi pod poveljstvom Pavla Nahimova so se odločili, da se zaprejo v sevastopolsko trdnjavo in jo branijo, naj stane kar hoče. V ta namen so na vhodu v pristanišče potopili večji del svoje pomorske flote. Ladje, zmagovalke izpred Sinope, so tako potonile v lastnem pristanišču, njihove topove in posadke pa so prestavili na kopno, da bi pomagali odbijati sovražne napade. S tem so Rusi poskušali preprečiti obstreljevanje trdnjave z morske strani in približevanje sovražnika obali.
Kot vsa vojna je tudi obkoljevanje trdnjave potekalo počasi in neučinkovito. Trdnjava namreč ni bila nikoli popolnoma obkoljena, ampak so oblegovalci pustili oblegancem stranski dostop, po katerem so ti lahko stalno dovažali sveže čete, vojaški material in hrano. Od septembra 1854, ko se je obleganje začelo, so se obe strani obstreljevale, med vojaki na obeh straneh pa so se začele pojavljati epidemije različnih bolezni, ki so tudi sicer zaznamovale to vojno. Obleganje Sevastopola je trajalo dolge mesece, vzporednih spopadov pa je bilo bolj malo.

### Balaklava
Ena redkih večjih bitk v vojni je bil spopad pri Balaklavi, naselje pri Sevastopolu. To obmorsko pristaniško mesto so imeli britanski vojaki za svoje glavno oporišče. Petindvajsetega oktobra so Rusi poslali triindvajset tisoč vojakov, da presekajo zvezo med to bazo in britanskimi enotami, ki oblegajo Sevastopol. Nasproti se jim je postavilo okoli dvajset tisoč britanskih in francoskih vojakov. Ruse so odbili in pri tem izgubili tisoč vojakov, nasprotniki pa kakšnih sedemsto.
Zanimivo je, da je bitka pri Balaklavi postala ena najslavnejših bitk v zgodovini vojskovanja. Vzrok za to je bil tako imenovani »napad lahke konjenice«. V prvi fazi bitke so namreč ruske enote zasegle nekaj britanskih topov. V nadaljevanju sta se spopadli enoti britanske in ruske težke konjenice. Britanci so bili uspešnejši in so nasprotnika odbili. Opogumljen z uspehom je nato britanski poveljnik Lord Raglan ukazal brigadi lahke konjenice, naj izkoristi uspeh svojih kolegov in napade sovražnika ter pridobi zaplenjene topove nazaj.
Poveljnik lahke brigade, general Lord Cardigan, je ubogal ukaz in brigado moči 673 konjenikov, popeljal v samomorilski napad. Konjeniška enota je namreč napadala po dolini, medtem ko so jo Rusi s treh strani obstreljevali s topovi. Na koncu doline so brigado pričakali vkopani ruski vojaki, ki so napadalce dobesedno potolkli. Sto osemnajst konjenikov je padlo, sto sedemdeset jih je bilo ranjenih, ostali pa so se v paničnem begu umaknili. Po bitki sta se poveljnik brigade Lord Cardigan in glavni komandant Lord Raglan sprla, kaj je bilo pravzaprav ukazano. Glavni poveljnik je trdil, da ni nikoli ukazal direktnega naskoka na utrjene nasprotne položaje, poveljnik brigade je trdil, da je ukazal prav to. Zadeva je šla celo pred vojaško komisijo, a je ta razglasila »neodločen« rezultat.
Naskok lahke konjenice pa je takrat že dobil epske razsežnosti in veliko medijsko pozornost. Vojni dopisniki so ga predstavili kot »živ dokaz britanskega vojaškega poguma«. Pesnik Alfred Tennyson ga je ovekovečil v pesmi Naskok lahke konjenice, in tako je »šeststo junakov Balaklave«, s poveljnikom na čelu, za vedno ostalo zapisno v srcih anglosaksonskega sveta.
Leta 1983 je to bitko v svoji pesmi The Trooper po Tennysonovem zgledu opisala Angleška Heavy Metal skupina Iron Maiden.

### Neuspešni poskusi deblokade in padec Sevastopola
Vsak poskus Rusov, da bi prebili obroč okoli obleganega Sevastopola je spodletel. Uspel jim ni niti poskus, da bi pri Evpatoriji vrgli v morje turške enote, ki so predstavljale najšibkejši člen zavezniške trojice.
Za povrh se je maja 1855 v vojno vmešala še kraljevina Sardinija. Sardinski grof Camillo di Cavour, je namreč menil, da bi bilo za Kraljevino Sardinijo in njenega kralja Viktorja Emanuela II. dobro, da bi pomagal v vojni proti Rusom in tako v nadaljevanju združevanja Italije, ki je bilo ravno tedaj v teku, dobil podporo Velike Britanije in Francije. Na ta račun je poslal v vojno okoli petnajst tisoč vojakov. Petnajst tisoč svežih vojakov so oblegovalci, katerih morala je bila že pošteno načeta , seveda sprejeli z odprtimi rokami, Rusi pa so tako ostali še enkrat več v težavah.
Ruske enote so skušale z novim velikim napadom okoli petdeset tisoč vojakov deblokirati oblegani Sevastopol, a jim je ponovno spodletelo. Zaradi tega so se odločile, da malce skrajšajo linije in umaknejo demoralizirane enote. Obe strani sta bili zdaj že tako izčrpani, da se sploh nista več lotevali večjih akcij. Osredotočili sta se zgolj na napad in obrambo glavnega cilja vojskovanja, Sevastopola. Septembra 1855 pa je Rusija dokončno umaknila svoje enote iz mesta in ga prepustila nasprotniku. Zavzetje mesta je zelo odmevalo, vendar so bili zmagovalci preveč izčrpani, da bi nadaljevali akcije. S padcem Sevastopola je bil krimski polotok zavzet, nadaljnji prodor proti notranjosti Rusije pa je že preprečevala nova ruska armada, ki se je razpostavila okoli Perekopa.

## Stranske operacije na kopnem in morju
Glavne operacije v Krimski vojni so potekale okoli Sevastopola, medtem ko so se manjše dogajale tudi na drugih bojiščih. Potem ko so avstrijske čete v Podonavju ustvarile tamponsko območje, so se neposredne kopenske operacije premestile na azijsko oziroma bolje rečeno kavkaško bojišče. Turške čete so začele prodirati na Kavkaz, upajoč predvsem na podporo tamkajšnjih muslimanov, ki naj bi po logiki raje podprli njih kot pravoslavne Ruse. Ti načrti so se izkazali za popolnoma zgrešene, saj se kavkaška ljudstva niso pustila v veliki meri vpletati v vojno. Turška vojska je bila na tem področju sicer precej močnejša od nasprotnikove, vendar svoje premoči ni uspela nikakor izkoristiti. Potem ko je bila v več manjših spopadih odbita, se je začela celo umikati, česar pa spet niso mogle izkoristiti ruske enote, kajti obmorska mesta, čez katera bi lahko prodirale, je blokirala premočna zavezniška vojna mornarica.
Šele maja 1855 je približno štirideset tisoč ruskih vojakov začelo ofenzivo proti turški trdnjavi Kars, ključni točki obrambe na tem območju. Po pol leta obleganja, ki je prineslo več tisoč mrtvih na obeh straneh, je novembra 1855 trdnjava končno padla v ruske roke. Poteka vojne ta ruski uspeh sicer ni prav veliko spremenil, saj so mesec pred tem zavezniki osvojili Sevastopol.
Zavezniki so skušali ruske čete napadati tudi na drugih bojiščih. V ta namen so poslali veliko združeno floto francoskih in britanskih vojnih ladij v Baltiško morje, kjer naj bi uničile rusko baltiško floto. Eskadra je križarila ob ruski obali, ruska Baltska flota pa se sploh ni prikazala iz pristanišč, da bi sprejela bitko na odprtem, čeprav je bila približno tako močna kot združeni nasprotnikov odred. Združena flota napadalcev je zato napadla Ålandsko otočje in tam izkrcala mornariško pehoto, ta pa je tam osvojila edino utrdbo na otočju, trdnjavo Sveaborg ter jo zravnala z zemljo. Pred zimo so zavezniki zapustili Baltik in prezimili v domačih pristaniščih, leta 1855 pa so se vrnili in križarili ob ruski obali. Ob tem so obstreljevali pristaniška mesta, ker pa se ruska flota še vedno ni odločila za izhod na odprto morje, so zavezniške ladje le blokirale pomorski promet, o izkrcevalnih akcijah v Baltiku pa niso razmišljale.
So pa zavezniške ladje napadle nekaj manjših trdnjav na daljnem Belem morju in celo na Kamčatki, a te akcije niso niti najmanj vplivale na potek vojne.

## Mir
Rusija je po izgubi Krima spoznala, da je vojno izgubila in zaprosila Avstrijo, naj posreduje v mirovnih pogajanjih. Avstrija je sprejela ponujeno posredništvo in stopila v stik z zavezniki. Mir je bil sklenjen marca 1856 v Parizu. Z njim se je Rusija javno odrekla vlogi zaščitnice kristjanov v turškem imperiju. Avstrijska vojska je zapustila podonavske pokrajine in so spet postale vazalni del turškega imperija. Potrdili so polno turško suverenost nad Bosporjem, Rusija pa ji je vrnila Kars. Zavezniki so Rusiji vrnili polotok Krim, vendar se je morala obvezati, da bo v Črnem morju vzdrževala le simbolično vojno mornarico, za obrambo lastne obale. Prav tako se je morala obvezati, da bo demilitarizirala Alandske otoke. V vojni je tudi Sardinija dosegla svoje, postala je namreč javno prepoznavna in je dobila osrednjo vlogo pri kasnejši združitvi Italije.
Izgube v krimski vojni so bile neverjetno velike. Mrtvih, ranjenih in obolelih je bilo okoli 134 tisoč ruskih vojakov, okoli devetdeset tisoč francoskih, petintrideset tisoč turških, sedemnajst tisoč petsto britanskih ter okoli dva tisoč sardinskih.

### Rusko-turške vojne
- rusko-turška vojna (1568–1570)
- rusko-turška vojna (1676–1681)
- rusko-turška vojna (1686–1700)
- prutski pohod (1710–1711)
- rusko-turška vojna (1735–1739)
- rusko-turška vojna (1768–1774)
- rusko-turška vojna (1787–1792)
- rusko-turška vojna (1806–1812)
- rusko-turška vojna (1827-1829)
- krimska vojna (1853–1856)
- rusko-turška vojna (1877–1878)
- prva svetovna vojna (1914–1917)
- ruska državljanska vojna 1917–1921